# Звирьмариллион
«Зви́рьмариллион» — роман Алексея Свиридова, являющийся пародией на произведение Толкина «Сильмариллион». Книга изначально вышла под псевдонимом С. О. Рокдевятый. В 2002 году компанией АСТ роман в редакции 1994 года был опубликован в сборнике «Тошнит от Колец: Пародии» уже под настоящим именем автора.
Автор пародирует «Сильмариллион», в котором присутствует, по его словам, «сволочное политиканство, унылое летописание и с понтом благородная горделивость», пересказывая полный сюжет произведения в пародийном, насмешливом, иногда даже абсурдном ключе.

## Награды
- Зиланткон (2000), в номинации «специальные зиланты».[2]

## Интересные факты
- Примечательно, что Свиридов практически не переделывает имена персонажей, несколько изменив только имя Эру Илуватара (Эру Илюватар), и один-единственный раз шутит по поводу «Фингалфина и Фонарьфина».
- В пародии много обращений к реалиям советского строя, например, команду Валар называют ВКП(б) (расшифровка: Валар, Которые Пели (бытие)).
- В романе упоминается песня группы «Любэ» «Атас», причем её поёт Мелькор. Автор характеризует песню так: «и было в этом мало благополучия, но много шуму и грубой мужской силы».
- В романе используется вульгарная, разговорная лексика и эвфемизмы (…А силы дохрена… и др.)